# TVR Tuscan Challenge

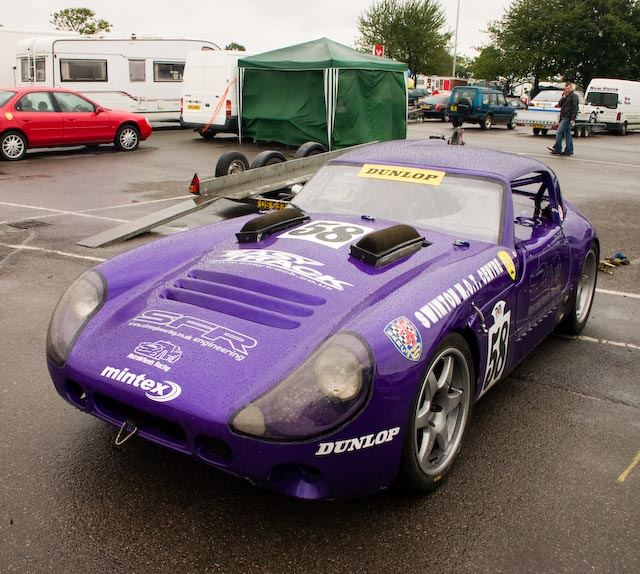
TVR Tuscan, der Einsatzwagen der TVR Tuscan Challenge

Die TVR Tuscan Challenge ist eine Rennserie für nur ein Sportwagenmodell, das denselben Namen wie die Rennserie trägt, und wird in ganz Großbritannien ausgetragen. Sie wurde 1989 eingeführt und avancierte mit dem niedrigen Leistungsgewicht, den daher hohen erreichbaren Geschwindigkeiten (über 300 km/h) und dem lauten Motorengeräusch in Verbindung mit dem engen Leistungsspektrum in einem Feld von – zu Spitzenzeiten – über 30 Autos zur führenden Markenrennserie in Großbritannien. Die Rennen wurden häufig im Fernsehen übertragen und viele Fahrer, die ihre Laufbahn in dieser Serie begonnen hatten, wechselten später in bekanntere Meisterschaftsserien. Im Gegenzug gaben viele bekannte Rennfahrer ein Gastspiel in der TVR Tuscan Challenge. Mit dem Wechsel der Geschäftsleitung bei TVR im Jahre 2005 wurde diese Rennserie mit der der Automobilclubs zusammengelegt, die für die Aufnahme von TVR-Modellen umgestaltet wurde.
Anfangs bot TVR den Rennsportwagen Tuscan Challenge für nur £ 16.000 einschl. MwSt. an, um Privatfahrer für die neue Rennserie zu gewinnen. Die Käufer mussten sich allerdings verpflichten, an mindestens sechs der zwölf Meisterschaftsrennen teilzunehmen. Versäumte ein Käufer dies, musste er am Ende der Saison eine Vertragsstrafe von nochmals £ 16.000 an TVR bezahlen.
Besonders TVR-Händler wurden dazu ermuntert, sich an der TVR Tuscan Challenge zu beteiligen, Peter Wheeler startete in dieser Serie und entwickelte mit den dort gewonnenen Erfahrungen u. a. den TVR Cerbera Speed 12 und auch der damalige Geschäftsführer, Ben Samuelson nahm daran Teil. Viele der Fahrer starten heute in der Le Mans Series, der FIA-GT-Meisterschaft oder dem 24-Stunden-Rennen von Le Mans, wie z. B. Jamie Campbell-Walter, Bobby Verdon-Roe, Martin Short oder Michael Caine. Nigel Mansell nahm 1993 an einem einmalig durchgeführten Rennen in Donington Park, musste aber nach seinem Unfall bei der Britischen Tourenwagenmeisterschaft seine Beteiligung aufgeben. Andere Rennfahrer, die in der TVR Tuscan Challenge ein Gastspiel gaben, waren Colin McRae, Andy Wallace, Tim Harvey, Anthony Reid, Tiff Needell und John Cleland.
Carlube sponserte die Rennserie von 2002 bis 2004. Sie wurde nun in Dunlop-TVR-Challenge umbenannt. Ende 2003 wurde der Sagaris, eine Version des T350, vorgestellt und sollte zusammen mit dem Tuscan Challenge in der Rennserie antreten und ihn eventuell sogar ersetzen. Als aber Peter Wheeler die Firma an Nikolay Smolensky verkaufte, beendete dieser jede Unterstützung der Rennserie noch vor dem Beginn der Saison 2005. Der Motorsportdirektor von TVR erwarb die Rechte an der Veranstaltung und führte sie fort, wenn auch in wesentlich kleinerem Rahmen. TVR veräußerte zu diesem Zeitpunkt alle Rennsportwagen. Nachdem die Meldungen zur Rennserie abnahmen, da viele der verkauften TVR-Tuscan-Challenge-Wagen in Straßenversionen umgebaut oder auf Publikumstagen auf Rennstrecken eingesetzt wurden, ging sie im TVRCC-Challenge-Cup von Toolsnstuff.co.uk/SIP auf, einer kleineren Serie, in der eine große Zahl unterschiedlicher TVR-Modelle antreten und in Kategorien (s. u.) eingeteilt werden.
2006 konnte die Serie einen neuen Sponsor gewinnen, Dunlop, was bedeutete, dass er die Reifen zur Verfügung stellte und den Fahrer die Auswahl zwischen Slicks, Straßenreifen oder Rennreifen ließ, wobei nicht nur TVR eingesetzt wurden, sondern alle möglichen Rennsportwagen, die dem MSA-Reglement entsprachen.

## Kategorien im TVRCC Challenge Cup und in der Dunlop Tuscan Challenge Series
Je nach Hubraum und Motorleistung werden die Rennsportwagen in drei Kategorien eingeteilt:
- Klasse A – Wagen mit Turbomotoren bis 3,0 l Hubraum und mehr als 350 bhp (257 kW) Leistung, Wagen mit nicht aufgeladenen Motoren bis 5,0 l Hubraum und mehr als 350 bhp (257 kW) Leistung. In dieser Klasse starten die Tuscan mit AJPV8-Motor und die Sagaris.
- Klasse B – Wagen mit Turbomotoren bis 3,0 l Hubraum und weniger als 350 bhp (257 kW) Leistung, Wagen mit nicht aufgeladenen Motoren von 3,0 l bis 5,0 l Hubraum und weniger als 350 bhp (257 kW) Leistung
- Klasse C – Wagen mit nicht aufgeladenen Motoren bis 3,0 l Hubraum. In dieser Klasse sind nur modifizierte 4- und 6-Zylinder-Motoren und der Rover-V8 in Standardausführung zulässig.[4][5]